# Patellapis pulchrilucens
Patellapis pulchrilucens är en biart som först beskrevs av Cockerell 1943.  Patellapis pulchrilucens ingår i släktet Patellapis och familjen vägbin. Inga underarter finns listade i Catalogue of Life.